# Dorysthenes angulicollis
Dorysthenes angulicollis là một loài bọ cánh cứng trong họ Cerambycidae.